# Aurelijanove zidine
Aurelijeve zidine (talijanski: Mura aureliane) je naziv za rimske gradske zidine izgrađene između 271. i 275., za vrijeme vladavine rimskih careva Aurelijana i Proba.
Zidovi su okruživali svih 7 brežuljaka, Campus Martius, te distrikt Trastevere na desnoj obali Tibera. Riječne obale unutar samog grada po svemu sudeći nisu bile utvrđene.

## Izgradnja
Opseg zidina je bio 19 km, a površina opasanog područja 13,7 km². Zidovi su građeni od betona, s naličjem od cigle, debeli 3,5 metara, te 8 metara visoki. Svakih 29,6 metara (100 rimskih stopa) je bila izgrađena po jedna kvadratna kula.
Remodeliranje u 5. stoljeću je udvostručilo visinu zidova na 16 metara. Do 500. godine, zidine su imale 383 kule, 7020 grudobrana, 18 glavnih vrata, 5 pomoćnih vrata, 116 javnih WC-a i 2066 velikih vanjskih prozora.

## Vrata
Popis vrata (porte), od sjevera i u smjeru kazaljke na satu:
- Porta del Popolo (Porta Flaminia) – ovdje počinje via Flaminia
- Porta Pinciana
- Porta Salaria – ovdje počinje via Salaria
- Porta Pia – ovdje počinje nova via Nomentana
- Porta Nomentana – ovdje počinje stara via Nomentana
- Porta Praetoriana – stari ulaz u Castra Praetoria, vojni logor Pretorijanske garde
- Porta Tiburtina – ovdje počinje via Tiburtina
- Porta Maggiore (Porta Praenestina) – ovdje se susreću 3 akvadukta, te počinje via Praenestina
- Porta San Giovanni – u blizini Basilica di San Giovanni in Laterano
- Porta Asinaria – ovdje počinje stara via Tuscolana
- Porta Metronia
- Porta Latina – ovdje počinje via Latina
- Porta San Sebastiano (Porta Appia) – ovdje počinje Via Appia
- Porta Ardeatina
- Porta San Paolo (Porta Ostiense) – odmah do Piramide Cestia, vodi do Basilica di San Paolo fuori le Mura, ovdje počinje via Ostiense

Vrata u Trastevere (od juga i u smjeru kazaljke na satu):
- Porta Portuensis
- Porta Aurelia Pancraziana
- Porta Septimiana
- Porta Aurelia-Sancti Petri

## Linkovi
- Museum of the Walls official website  Arhivirana inačica izvorne stranice od 13. studenoga 2017. (Wayback Machine)
- Walk the Aurelian Walls
- Newspaper article of latest collapse (1 Nov 2007) Photo gallery of latest collapse(1 Nov 2007)